# Begonia goegoensis
Espèce
Begonia goegoensis est une espèce de plantes à fleurs de la famille des Begoniaceae. Ce bégonia est originaire de l'île de Goego en Indonésie. L'espèce fait partie de la section Jackia ; elle a été décrite en 1882 par le botaniste Nicholas Edward Brown (1849-1934) et l'épithète spécifique, goegoensis, signifie « de Goego » en référence à l'île où a été découverte cette plante et dont elle est endémique.
En 2018, l'espèce a été assignée à une nouvelle section Jackia, au lieu de la section Reichenheimia.

## Description
Begonia goegoensis est un bégonia rhizomateux. Il présente des feuilles vert foncé à reflets bronzés et aux nervures d'un vert pâle. Les fleurs sont petites et roses.

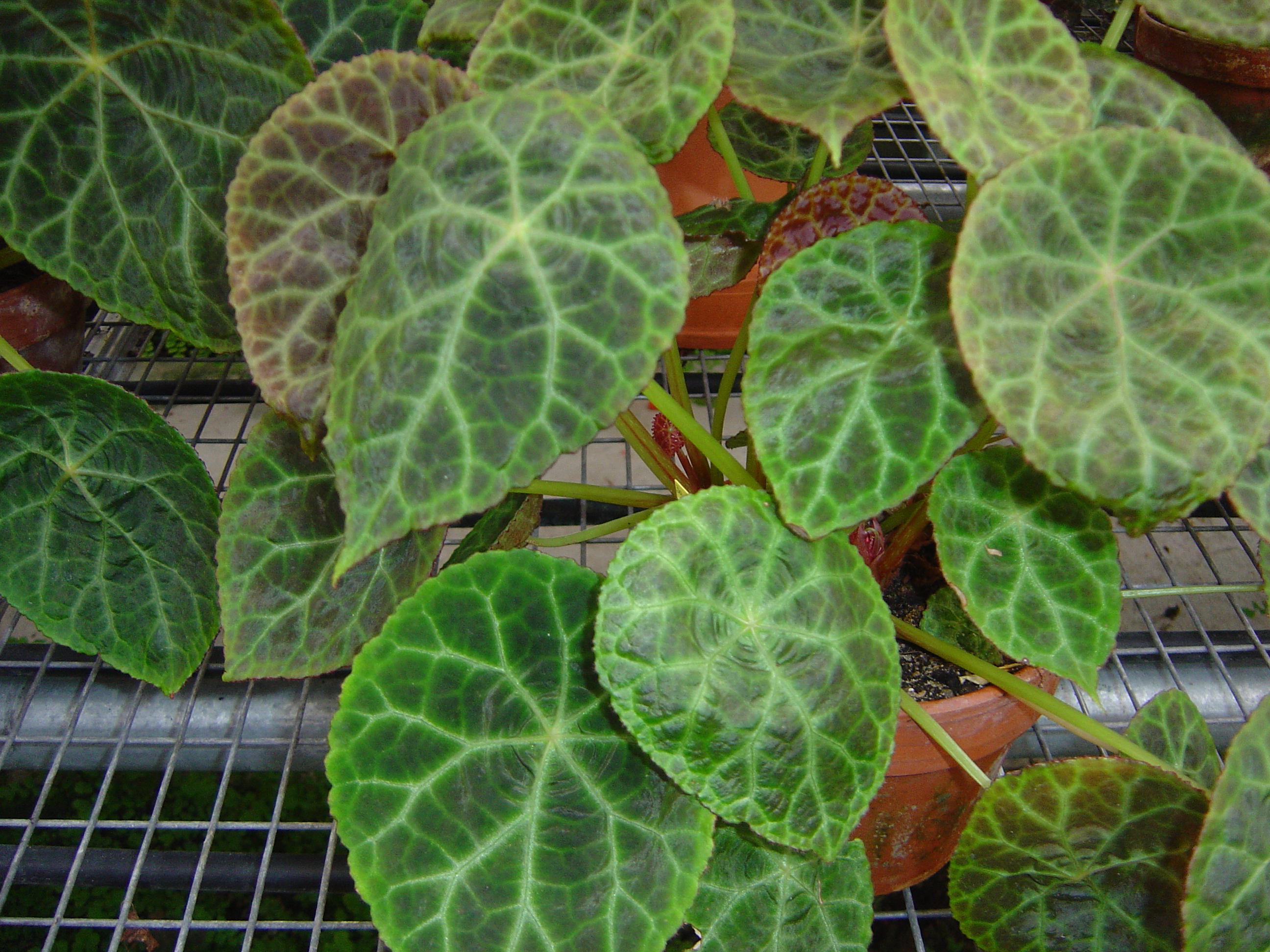
Vue d'ensemble de la plante en pot
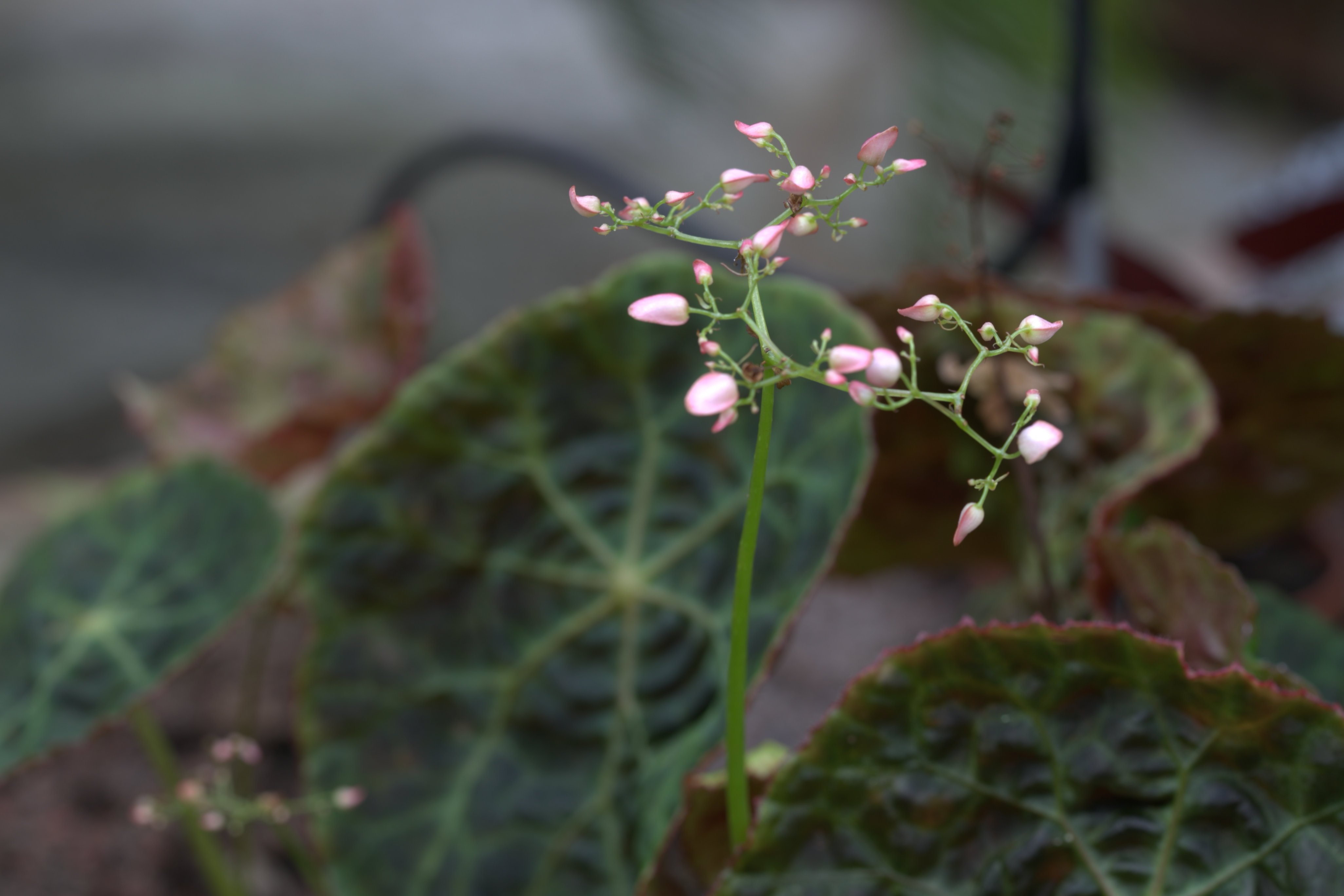
Inflorescence en boutons
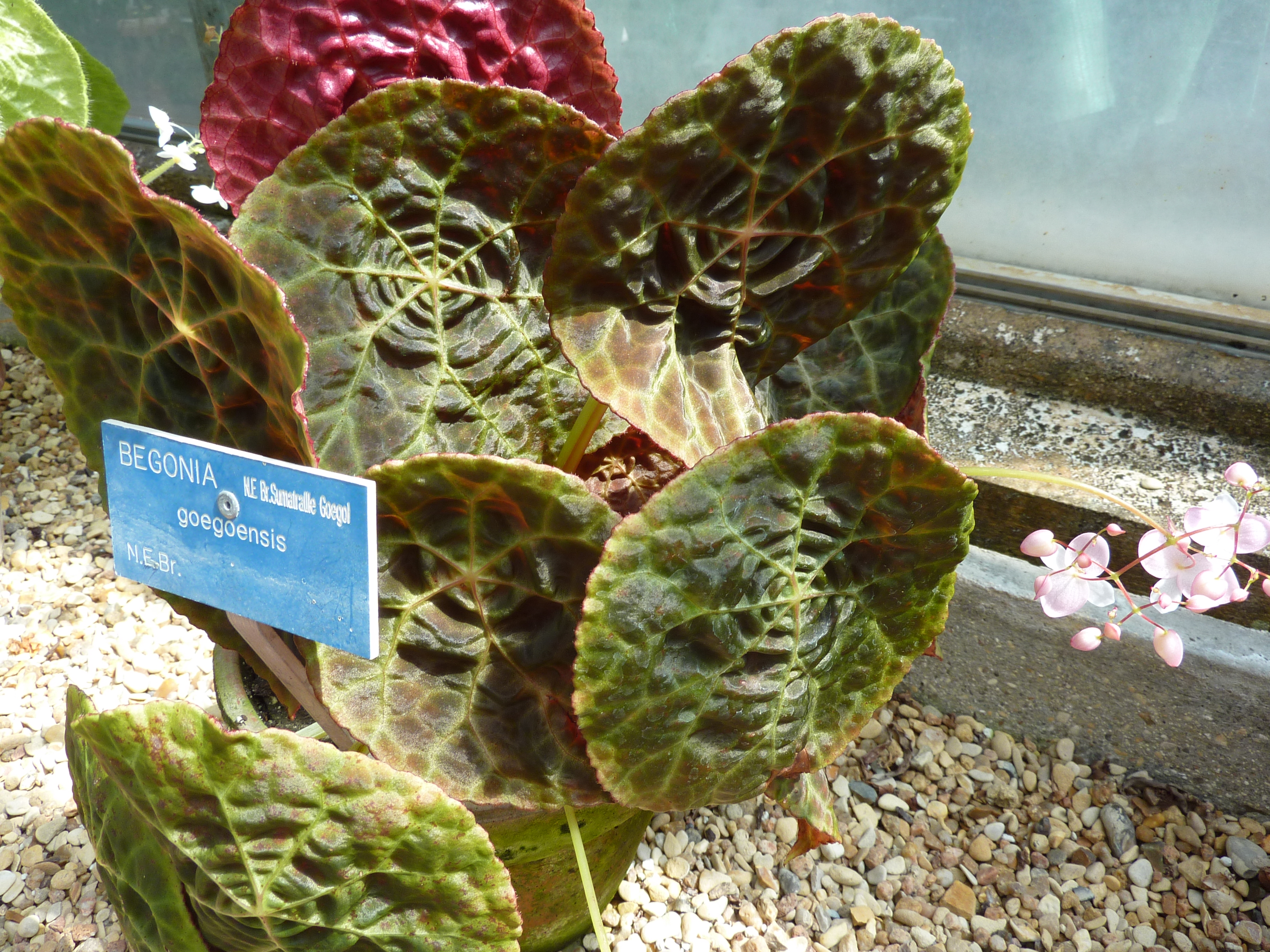
Détail du feuillage et fleurs épanouies